# Raf Vallone
Raf Vallone, de nombre real Raffaelle Vallone (Tropea, Calabria, 17 de febrero de 1916 - Roma, 31 de octubre de 2002), fue un actor, autor, deportista, crítico de arte y director italiano de trascendencia internacional. Hombre de vasta cultura y versatilidad, filmó en Italia, España, Francia, Alemania y los Estados Unidos. Se le recuerda por su interpretación de Eddie en Panorama desde el puente tanto en teatro como en cine.

## Trayectoria
Nacido en Calabria, se trasladó a los tres años a Turín. Hijo de un abogado piamontés y madre calabresa, estudió leyes y filosofía en la Universidad de Turín mientras practicaba fútbol profesional, llegando a jugar con el Torino Football Club en la primera división en 1938-39. Aun a pesar de haber jugado en el Torino, era un gran seguidor y aficionado de la Juventus FC.
Fue crítico de cine y teatro del diario turinés La Stampa y editor de la sección cultural de L'Unità, publicación del partido comunista del Piamonte italiano. Durante la Segunda Guerra Mundial fue miembro de la resistencia antifascista.

### Cine y televisión
Saltó a la fama en Arroz amargo, un clásico del neorrealismo italiano de 1949, junto a Vittorio Gassman y Silvana Mangano.
A lo largo de su carrera cinematográfica trabajó con directores europeos como Marcel Carné, Pietro Germi, Mario Camerini, Alberto Lattuada, Luigi Zampa, en la única película de Curzio Malaparte, y luego con Jules Dassin en Phaedra, con Melina Mercouri y Anthony Perkins.
Dio el salto a Hollywood, trabajando con Otto Preminger, John Huston, Francis Ford Coppola (El padrino III), etc. En 1971 se codeó con Kirk Douglas y el cantante Johnny Cash en  El gran duelo (A Gunfight).
En España se le recuerda por sus papeles en La violetera (junto a Sara Montiel) y en El Cid (con Charlton Heston y Sophia Loren).
En 1953 ganó el Oso de Plata del Festival de Berlín; en 1960 compartió cartel con Sophia Loren en Dos mujeres de Vittorio de Sica (filme que supuso el Óscar para la actriz) y en 1962 él mismo fue nominado al Oscar y ganó el Premio David di Donatello al mejor actor por Panorama desde el puente, de Sidney Lumet, basada en la obra de teatro que le había dado fama internacional.
En la madurez, su prestigio y veteranía le aseguraron papeles de secundario de lujo en diversas series para la televisión, entre ellas una sobre Cristóbal Colón (1985) dirigida por Alberto Lattuada y con un elenco internacional: Gabriel Byrne, Faye Dunaway, Virna Lisi... También participó en la ambiciosa producción española Goya (1985), protagonizada por Enric Majó y que contó con un extenso reparto: José Bódalo, Verónica Forqué, Marisa Paredes...

### Teatro
En teatro encarnó a Woyzeck, de Georg Büchner; Bodas de sangre, de Federico García Lorca; Il berretto a sonagli y Il piacere dell'onestà, de Luigi Pirandello, y Panorama desde el puente, de Arthur Miller, junto a Alida Valli, obra que le abrió las puertas del teatro internacional.
En París debutó en francés y en Londres en inglés en Panorama desde el puente, dirigido por Peter Brook, llevando a cabo 580 representaciones.
En 1984, en el Piccolo Teatro de Milán hará Nostalgia, de Franz Jung, y en Roma, Titus Andronicus, de Shakespeare, dirigido por Peter Stein. Sus últimos trabajos fueron Stalin, de Gastón Salvatore; El presidente, de Krzysztof Zanussi, en 1992, y Tomás Moro, en 1994.

### Ópera
Asimismo trabajó como director de ópera, siendo convocado por Renata Scotto para sus producciones de Norma, de Bellini, en el Teatro Regio de Turín, y en Adriana Lecouvreur, en el Metropolitan Opera de Nueva York y la Opera de San Francisco, junto a Plácido Domingo, en 1983. 
Asimismo dirigió La Traviata en Cosenza y Uno sguardo dal ponte, de Renzo Rossellini, en Montecarlo, ópera basada en Panorama desde el puente, de Arthur Miller.

## Vida privada
Casado con la actriz Elena Varzi (a quien conoció durante el rodaje de Il Cristo proibito, de Curzio Malaparte), durante cincuenta años, padre de tres hijos (Arabella y Saverio son mellizos), dos son también actores: Eleonora Vallone y Saverio Vallone.
Se retiró de la actividad en 1995. 
En el año 2001 publicó sus memorias, El alfabeto de la memoria.
Fue condecorado Cavaliere di Gran Croce Ordine al Mérito della Repubblica Italiana en 1994.

## Filmografía en cine y televisión
- Noi vivi, de Goffredo Alessandrini (1942)
- Riso amaro (Arroz amargo) (1949)
- Cuori senza frontiere (1949)
- Non c'è pace tra gli ulivi, de Giuseppe de Santis (1950)
- Il Cristo proibito, de Curzio Malaparte (1950)
- Il cammino della speranza, de Pietro Germi (1950)
- Il bivio (1950)
- Le avventure di Mandrin, de Mario Soldati (1951)
- Anna, de Alberto Lattuada (1951)
- Rome ore 11, de Giuseppe de Santis (1952)
- Perdonami (1952)
- Carne inquieta (1952)
- Camicie rosse, de Goffredo Alessandrini (1952)
- Los ojos dejan huellas (1952)
- La spiaggia, de Alberto Lattuada (1953)
- Il segno di Venere, de Dino Risi (1953)
- Gli eroi della domenica, de Mario Camerini (1953)
- Destini di donne (Destinées) (1953)
- Delirio, de Pierre Billon y Giorgio Capitani (1953)
- Teresa Raquin, de Marcel Carné (1953, sobre la novela homónima de Émile Zola)
- Orage (1954)
- Domanda di Grazia (Obsession), de Jean Delannoy (1954)
- Siluri umani (1954)
- Il segreto di Suor Angela (Le secret de soeur Angèle) (1955)
- L'isola delle capre (Les possédées) (1955, sobre Delito en la isla de las Cabras, de Ugo Betti)
- Andrea Chenier, de Clemente Fracassi (1955)
- Rose Bernd (1957)
- Guendalina, de Alberto Lattuada (1957)
- Uragano sul Po (Liebe) (1956)
- La venganza (1958)
- La violetera (1958)
- La trappola si chiude / Le piège (1958)
- La Garçonniere, de Giuseppe de Santis (1960)
- Tra due donne / Recours en grâce, de Laslo Benedek (1960)
- Uno sguardo dal ponte (Vu du pont) (1961)
- La ciociara, de Vittorio de Sica (1961)
- El Cid (1961)
- A View from the Bridge (1962)
- Fedra, de Jules Dassin (1962)
- The Cardinal, de Otto Preminger (1963)
- The Secret Invasion, de Roger Corman (1964)
- Una voglia da morire, de Duccio Tessari (1965)
- Harlow, de Gordon Douglas (1965)
- Nevada Smith, de Henry Hathaway (1966)
- Se tutte le donne del mondo, de Henry Levin y Dino Maiuri (1966)
- Volver a vivir, de Mario Camus (1967)
- Flash 03 (1967)
- La esclava del paraíso (1968)
- The Desperate Ones (1968)
- The Italian Job (1969)
- La morte risale a ieri sera, de Duccio Tessari (1970)
- The Kremlin Letter, de John Huston (1970)
- Cannon for Cordoba, de Paul Wendkos (1970)
- El gran duelo (1971)
- Ricatto allá mala (Un verano para matar) (1972)
- Un tipo con una faccia strana ti cerca per ucciderti (1973)
- La Casa della paura (1973)
- Honor Thy Father (1973) (TV)
- Catholics (1973) (TV)
- Small Miracle (1975) (TV)
- Simona (1975)
- The Human Factor (1975)
- Decadenza (1975)
- Rosebud (1975)
- That Lucky Touch (1975)
- The Other Side of Midnight (1977)
- Des Teufels Advokat (1978)
- The Greek Tycoon (1978)
- An Almost Perfect Affair (1979)
- Retour à Marseille (1980)
- Lion of the Desert (1981)
- Sezona mira u Parizu (1981)
- A Time to Die (1982)
- Scarlatto e nero (The Scarlet and the Black) (1983) (TV)
- Paradigma (1985)
- Goya (1985) (TV)
- Christopher Columbus (1985) (TV)
- Der Bierkönig (1990) (TV)
- El padrino III (1990)
- Julianus barat III (1991)
- Julianus barat II (1991)
- The First Circle (1991) (TV)
- A Season of Giants (1991) (TV)
- Julianus barat I (1991)
- Mit dem Herzen einer Mutter (1992) (TV)
- Toni (1999)
- Vino santo (2000) (TV)